# اثر زمین (خودرو)
در طراحی خودرو، اثر زمین (به انگلیسی: Ground effect) مجموعه‌ای از اثرات است که در آیرودینامیک خودرو برای ایجاد نیروی رو به پایین، به ویژه در خودروهای مسابقه مورد استفاده قرار می‌گیرد. این جانشین تمرکز غالب آیرودینامیکی قبلی بر روی منحنی‌سازی بوده است. مجموعه بین‌المللی فرمول یک و ایندی‌کارهای مسابقه آمریکایی از جلوه‌های زمینی در مهندسی و طراحی خود استفاده می‌کنند. به‌طور مشابه، آنها تا حدودی در سایر مجموعه‌های مسابقه نیز به کار می‌روند. با این حال در سراسر اروپا، بسیاری از سریال‌ها از مقررات (یا ممنوعیت کامل) استفاده می‌کنند تا اثربخشی آن را بر اساس دلایل ایمنی محدود کنند.

## تئوری
در خودروهای مسابقه، هدف طراح افزایش نیروی رو به پایین و چسبندگی برای دستیابی به سرعت‌های بالاتر در پیچ است. مقدار قابل توجهی از نیروی رو به پایین با درک زمین به عنوان بخشی از سیستم آیرودینامیکی مورد نظر در دسترس است، از این رو «اثر زمین» نامیده می‌شود. از اواسط دهه ۱۹۶۰، نیروی رو به پایین به‌طور معمول در طراحی خودروهای مسابقه برای افزایش نیروی رو به پایین (که یک نوع اثر زمینی نیست) استفاده می‌شد. طراحان تلاش خود را برای درک جریان هوا در اطراف محیط، رکاب‌های بدنه و قسمت‌های زیرین خودرو به منظور افزایش نیروی رو به پایین با کشش کمتر نسبت به استفاده از باله تغییر دادند.
این نوع اثر زمین به راحتی با بیرون آوردن یک برزنت در یک روز بادخیز و نزدیک نگه داشتن آن به زمین نشان داده می‌شود: می‌توان مشاهده کرد که وقتی به اندازه کافی به زمین نزدیک شود، برزنت به سمت زمین کشیده می‌شود. این به دلیل معادله برنولی است. با نزدیک‌تر شدن برزنت به زمین، سطح مقطع موجود برای هوای عبوری بین آن و زمین منقبض می‌شود. این باعث می‌شود که هوا شتاب بگیرد و در نتیجه فشار زیر برزنت کاهش یابد در حالی که فشار روی آن تحت تأثیر قرار نگرفته است و با هم باعث ایجاد نیروی خالص رو به پایین می‌شود. همین اصول در مورد خودروها نیز صدق می‌کند.
اصل برنولی تنها جنبه مکانیک در تولید نیروی رو به پایین اثر زمین نیست. بخش بزرگی از عملکرد اثر زمین ناشی از استفاده از گران‌روی است. در مثال بالا، نه برزنت حرکت می‌کند و نه زمین. لایه مرزی بین دو سطح باعث کاهش سرعت هوای بین آنها می‌شود که اثر برنولی را کاهش می‌دهد. هنگامی که یک ماشین بر روی زمین حرکت می‌کند، لایه مرزی روی زمین مفید می‌شود. در چارچوب مرجع خودرو، زمین با سرعتی به سمت عقب حرکت می‌کند. همان‌طور که زمین حرکت می‌کند، هوای بالای خود را می‌کشد و باعث می‌شود که سریعتر حرکت کند. این اثر برنولی را افزایش می‌دهد و نیروی رو به پایین را افزایش می‌دهد. مصداق جریان کوئت است.
در حالی که چنین تکنیک‌های آیرودینامیکی تولید نیروی رو به پایین اغلب با اصطلاح «اثر زمین» نامیده می‌شوند، اما به‌طور دقیق نتیجه همان پدیده آیرودینامیکی مانند اثر زمین نیستند که در هواپیما در ارتفاعات بسیار پایین آشکار است.

## تاریخچه

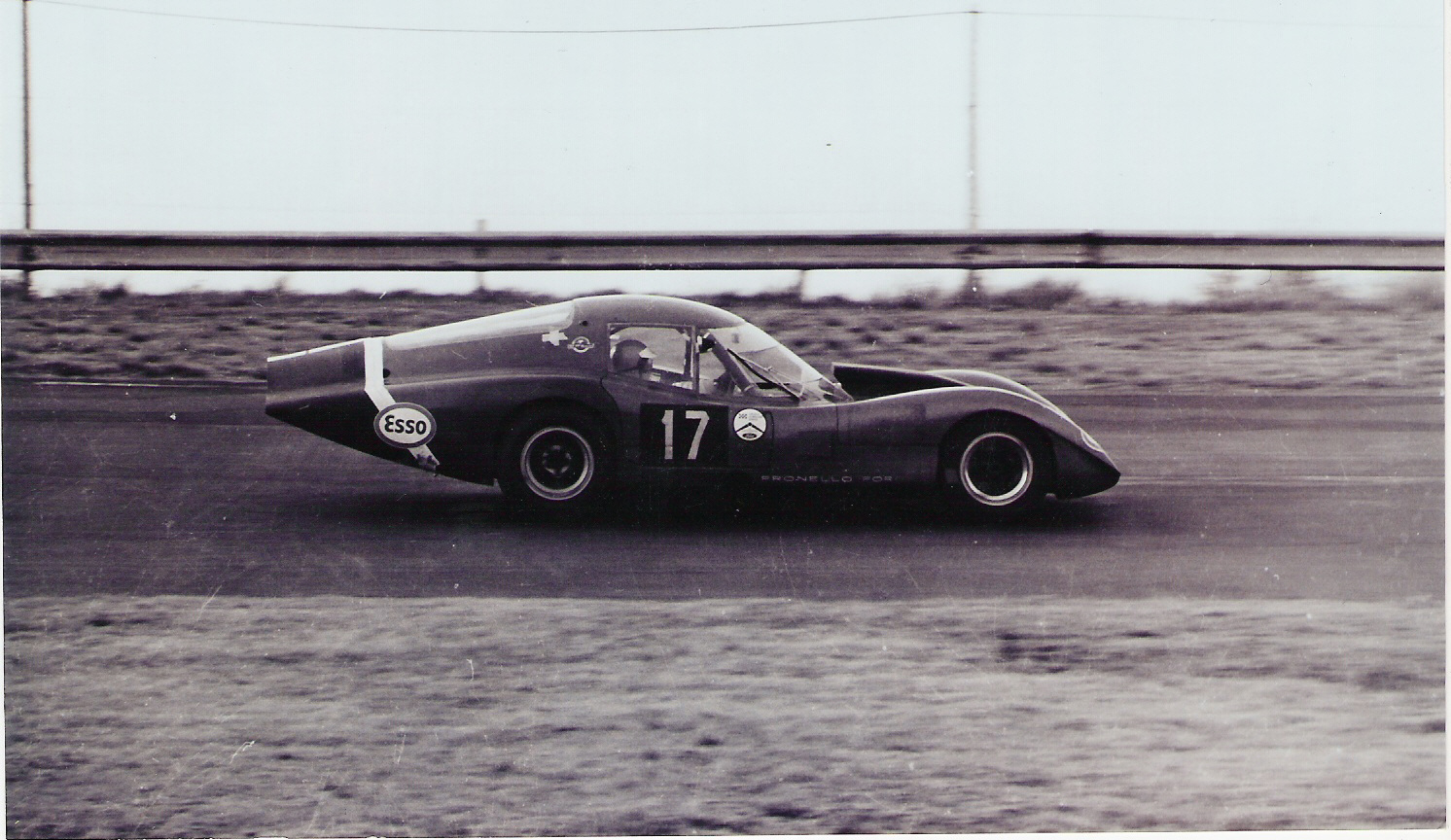
پرونلو هوایرا-فورد، در دم بلند، پیکربندی سرعت بالا

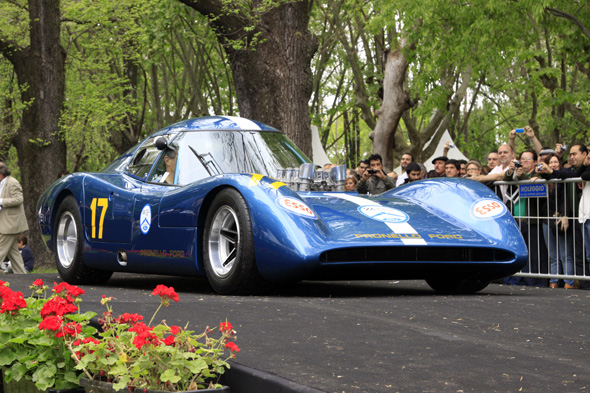
پرونلو هوایرا-فورد

جیم هال آمریکایی خودروهای چاپارال خود را بر اساس اصول جلوه‌های زمینی توسعه داد و ساخت در آنها پیشگام بود. خودروی او در سال ۱۹۶۱ سعی کرد از روش شکل‌دار زیرین استفاده کند، اما بسیاری از مشکلات آیرودینامیکی دیگر در خودرو وجود داشت که نتوانست به درستی کار کند. خودروهای او در سال ۱۹۶۶ از یک باله بالا دراماتیک برای نیروی رو به پایین استفاده می‌کردند. چاپارال ۲جی «ماشین مکنده» او در سال ۱۹۷۰ انقلابی بود. دارای دو فن در عقب ماشین بود که توسط یک موتور دوزمانه اختصاصی هدایت می‌شد. همچنین دارای «دامن» بود که فقط یک فاصله حداقلی بین ماشین و زمین باقی می‌گذاشت تا حفره را از جو بپوشاند. اگرچه در مسابقه‌ای برنده نشد، برخی از رقابت‌ها برای ممنوعیت آن لابی کرده بودند که در پایان همان سال اجرا شد. وسایل آیرودینامیک متحرک در بیشتر شاخه‌های این ورزش ممنوع شد.
در سال ۱۹۶۸، طراح و مهندس آرژانتینی، هریبرتو پرونلو، پرونلو هوایرا-فورد را برای رده ورزش پروتوتیپو آرژانتین توسعه داد و اولین حضور خود را در کوردوبا برای فصل ۱۹۶۹ با کارلوس روتمان و کارلوس پاسکوالینی به عنوان راننده انجام داد.
در سال ۱۹۶۸، یک مدل در مقیاس ۱/۵ ساخته شد که در تونل باد فابریکا میلیتار دی آویونس (FMA) که معمولاً توسط نیروی هوایی آرژانتین استفاده می‌شد، آزمایش شد و کارایی اثر زمینی را در آن مقیاس نشان داد. در سال ۲۰۲۳، شاسی پرونلو هوایرا #۰۰۲ به جشنواره سرعت گودوود دعوت شد. در طول اقامت خود در انگلستان، این خودرو به تونل کیتسبی برده شد، جایی که یک مهندس آرژانتینی و پروفسور سرجیو رینلند آنالیز کامل آیرودینامیکی انجام داد.
"ما همیشه فکر می‌کردیم که اثر زمینی دارد… وقتی هریبرتو آن را در دانشگاه ملی کوردوبا آزمایش کرد، مقاومت هوای آن را با یک مدل مقیاس ۱/۵ که عالی بود، بدون دهانه در و کاپوت، بدون برجک ورودی تأیید کرد…" رینلند گفت.
“آزمایش‌هایی که در تونل کیتسبی انجام دادیم کارایی آیرودینامیکی عالی آن را نشان داد: ما Cx ۰/۲۵ با دم کوتاه و Cx ۰/۲۳ با دم بلند به دست آوردیم که در سریع‌ترین مدارها استفاده می‌کرد. تقریباً همان چیزی است که هریبرتو در آن زمان اندازه‌گیری کرده بود. ”
“دارای یک شکل بالایی لغزنده و یک کف صاف با دیفیوزر است که در روز خود کاملاً لبه‌ای به آن بخشیده است. دیفیوزر دارای یک نسبت انبساط است که آن را به طرز حیرت‌انگیزی نزدیک به حداکثر نیروی رو به پایین که می‌توانید از یک دیفیوزر دریافت کنید نزدیک می‌کند. ویلم توت توضیح داد که ماشین در تونل بود و نوارهای فشاری به آن اضافه شده بود تا به توزیع فشار در اطراف ماشین نگاه کنیم که کاملاً تأیید می‌کند که دقیقاً همان‌طور که طراح انتظار داشت کار می‌کند. این آزمایش‌ها با و بدون «دم بلند» که برای مدارهای پرسرعت مورد استفاده قرار می‌گرفت، با وسیله نقلیه خود در دمای کار انجام شد و نتایج ثابت و قابل تکراری داشت.

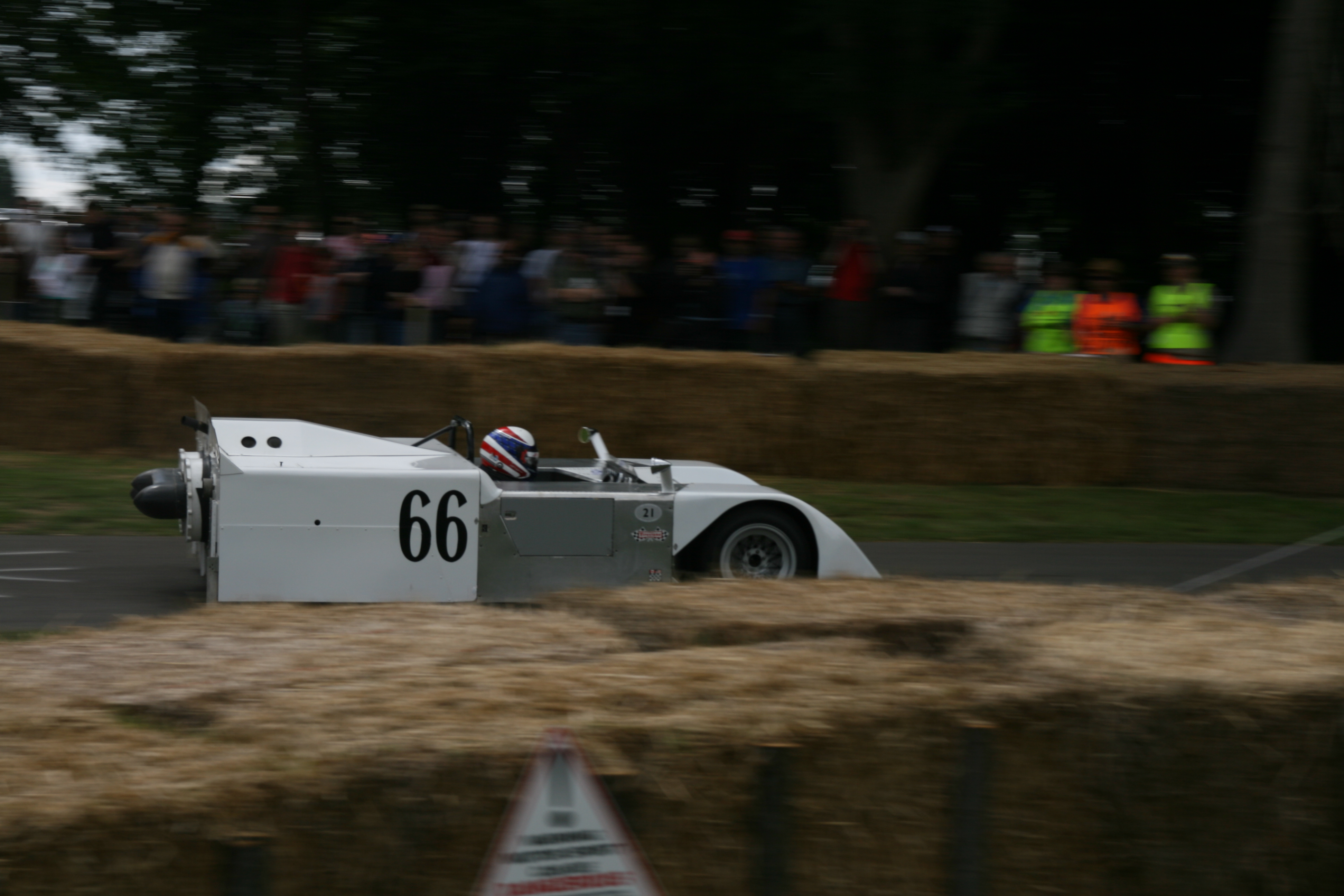
چاپارال ۲جی در گودوود تاریخی

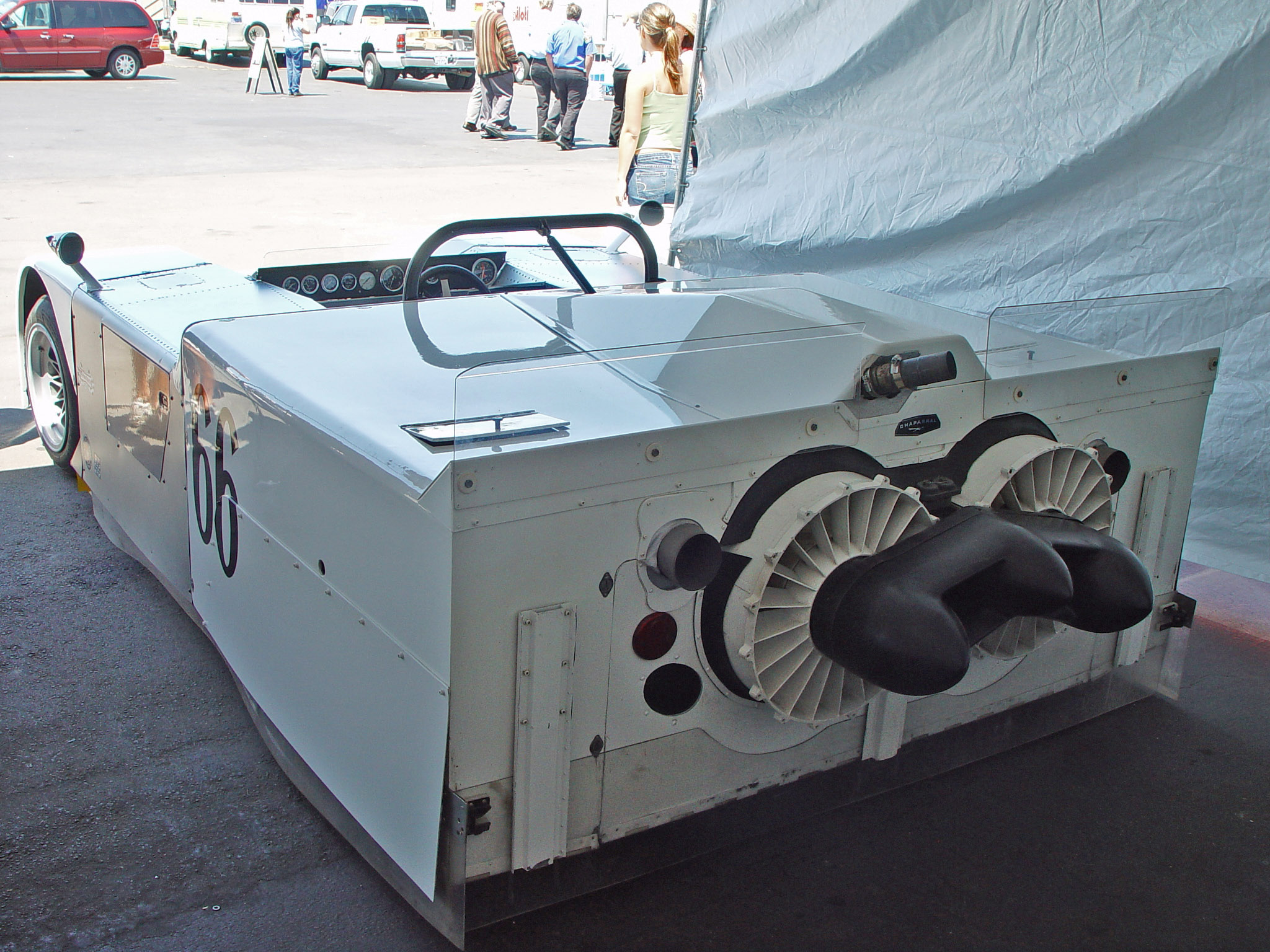
عقب چاپارال ۲جی با اگزوزهای بزرگ فن مکش دوگانه

فرمول یک تنظیم بعدی برای جلوه زمین در خودروهای مسابقه بود. چندین طرح فرمول یک به راه حل اثر زمین نزدیک شد که در نهایت توسط لوتوس اجرا شد. در سال‌های ۱۹۶۸ و ۱۹۶۹، تونی راد و پیتر رایت در بریتیش ریسینگ موتورز (BRM) در مسیر و در تونل باد با بالکن‌های جانبی بخش آیرودینامیکی طولانی آزمایش کردند تا جریان هوای متلاطم بین چرخ‌های جلو و عقب را تمیز کنند. هر دو کمی بعد تیم را ترک کردند و این ایده بیشتر مطرح نشد. رابین هرد در شرکت گروه مهندسی مارس، به پیشنهاد رایت، از مفهومی مشابه در ماشین فرمول یک مارس ۱۹۷۰ استفاده کرد. در هر دو خودرو، پایه‌های کناری بسیار دور از زمین بودند تا اثر زمینی قابل‌توجهی ایجاد نشود، و ایده آب‌بندی فضای زیر بخش بال به زمین هنوز توسعه نیافته بود.
تقریباً در همان زمان، شاون باکلی کار خود را در سال ۱۹۶۹ در دانشگاه کالیفرنیا، برکلی در زمینه آیرودینامیک زیر خودرو با حمایت کالین چاپمن، بنیانگذار فرمول یک لوتوس آغاز کرد. باکلی قبلاً اولین باله بلند مورد استفاده در ایندی‌کار را طراحی کرده بود، «خودروی خفاش» جری ایسرت در ایندیاناپولیس ۵۰۰ ۱۹۶۶ استفاده شد. با شکل‌دادن مناسب به قسمت زیرین ماشین، می‌توان سرعت هوا را در آنجا افزایش داد، فشار را کاهش داد و ماشین را به پایین کشید. آهنگ. وسایل نقلیه آزمایشی او کانالی شبیه به ونتوری در زیر خودروها داشتند که توسط رکاب‌های جانبی انعطاف‌پذیر مهر و موم شده بود که کانال را از آیرودینامیک بالای خودرو جدا می‌کرد. او بررسی کرد که چگونه جداسازی جریان در کانال زیرسطحی می‌تواند تحت تأثیر پارامترهای مکش لایه مرزی و واگرایی سطح زیرین قرار گیرد. بعدها باکلی به عنوان استاد مهندسی مکانیک در مؤسسه فناوری ماساچوست با لوتوس، در توسعه لوتوس ۷۸ همکاری کرد.
در یک روش متفاوت، گوردون موری طراح برابهام، در سال ۱۹۷۴ از سدهای بادی در جلوی برابهام بی‌تی۴۴اس خود استفاده کرد تا از جریان هوا در زیر خودرو جلوگیری کند. پس از کشف این که اینها با حرکت چرخشی ماشین از بین می‌روند، آنها را عقب‌تر قرار داد و متوجه شد که ناحیه کوچکی از فشار منفی در زیر ماشین ایجاد می‌شود که مقدار مفیدی از نیروی رو به پایین ایجاد می‌کند - حدود ۷۰ کیلوگرم (۱۵۰ پوند). مک لارن جزئیات مشابه زیر بدنه را برای طراحی مک‌لارن ام۲۳ خود تولید کرده است.

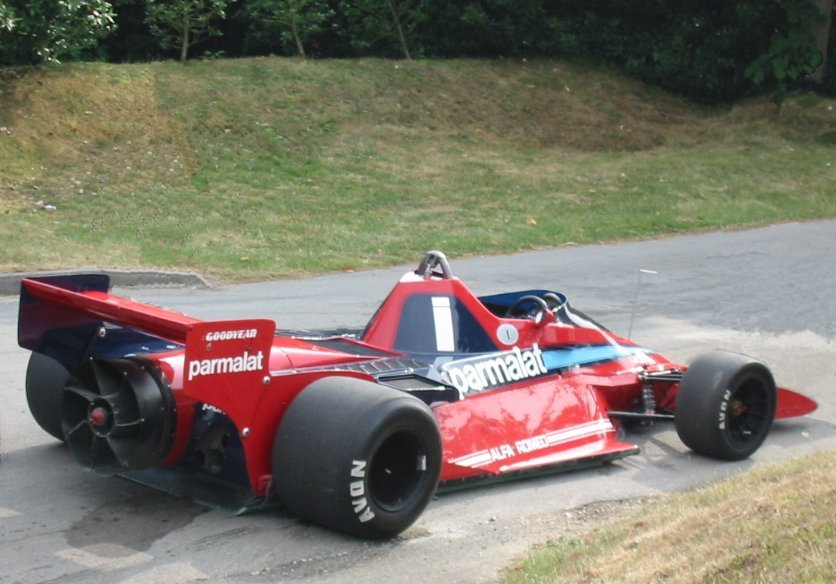
برابهام-آلفا بی‌تی۴۶بی از یک فن بزرگ برای کاهش فشار هوای زیر بدنه استفاده می‌کرد.

در سال ۱۹۷۷ راد و رایت، که اکنون در لوتوس هستند، «ماشین بال» لوتوس ۷۸ را بر اساس نسخه مفهومی از مالک و طراح لوتوس، کالین چاپمن توسعه دادند. پایه‌های کناری آن، ساختارهای حجیم بین چرخ‌های جلو و عقب، به شکل ایرفویل‌های معکوس درآمده و با «دامنه» انعطاف‌پذیر به زمین مهر و موم شده‌اند. طراحی رادیاتورها، تعبیه شده در پایه‌های جانبی، تا حدی بر اساس طراحی هواپیمای دی هاویلند موسکیتو بود. تیم در آن سال پنج مسابقه و دو مسابقه را در سال ۱۹۷۸ برد در حالی که آنها لوتوس ۷۹ بسیار بهبود یافته را توسعه دادند. برجسته‌ترین رقیب در سال ۱۹۷۸ برابهام-آلفا رومئو بی‌تی۴۶بی خودروی فَن‌دار بود که توسط گوردون موری طراحی شده بود. فن آن که بر روی یک محور طولی و افقی در عقب خودرو می‌چرخد، نیروی خود را از گیربکس اصلی می‌گرفت. این خودرو با این ادعا که هدف اصلی فن خنک‌سازی موتور بوده، از ممنوعیت اسپورت اجتناب کرد، زیرا کمتر از ۵۰٪ درصد جریان هوا برای ایجاد فرورفتگی در زیر خودرو استفاده می‌شود. فقط یک بار مسابقه داد و نیکی لائودا در جایزه بزرگ سوئد ۱۹۷۸ برنده شد. مزیت این خودرو پس از روغنی شدن پیست ثابت شد. در حالی که سایر خودروها مجبور به کاهش سرعت بودند، لائودا به دلیل نیروی رو به پایین فوق‌العاده‌ای که با سرعت موتور بالا می‌رفت، توانست از روی روغن شتاب بگیرد. هنگامی که موتور در حالت سکون روشن شد، مشاهده شد که خودرو در حالت چمباتمه نشسته است. مالک برابهام، برنی اکلستون که اخیراً رئیس انجمن سازندگان فرمول یک شده بود، پس از سه مسابقه با سایر تیم‌ها به توافق رسید که خودرو را پس بگیرند. با این حال، فدراسیون بین‌المللی اتومبیل‌رانی (فیا) هیئت حاکمه فرمول یک و بسیاری دیگر از مجموعه‌های اتومبیل‌رانی، تصمیم گرفت «ماشین‌های فن‌دار» را تقریباً بلافاصله ممنوع کند. از سوی دیگر، لوتوس ۷۹ در شش مسابقه و قهرمانی جهان برای ماریو اندرتی پیروز شد و به هم تیمی خود، رونی پیترسن مقام دوم پس از مرگ را داد، و نشان داد که این خودروها چقدر مزیت دارند. در سال‌های بعد، تیم‌های دیگر از لوتوس کپی کردند و پیشرفت کردند تا اینکه سرعت پیچ‌ها به‌طور خطرناکی بالا رفت، که منجر به چندین تصادف شدید در سال ۱۹۸۲ شد. قسمت زیرین صاف برای سال ۱۹۸۳ اجباری شد. بخشی از خطر اتکا به اثرات زمین به پیچ در سرعت‌های بالا، امکان حذف ناگهانی این نیرو است. اگر قسمت زیرین خودرو با زمین تماس داشته باشد، جریان بیش از حد فشرده می‌شود و در نتیجه تقریباً تمام اثرات زمین از بین می‌رود. اگر این اتفاق در گوشه‌ای رخ دهد که راننده برای ماندن در مسیر به این نیرو متکی است، حذف ناگهانی آن می‌تواند باعث شود که خودرو به‌طور ناگهانی بیشتر کشش خود را از دست داده و از مسیر خارج شود.
پس از چهل سال محرومیت، اثر زمین در سال ۲۰۲۲ تحت آخرین مجموعه تغییرات مقررات به فرمول یک بازگشت.
این اثر به مؤثرترین شکل خود در طراحی‌های ایندی‌کار استفاده شد. ایندی‌کارها به اندازه فرمول یک از اثر زمین استفاده نکردند. به عنوان مثال، آنها فاقد استفاده از دامن برای مهر و موم کردن زیر بدنه ماشین بودند. ایندی‌کارها همچنین بالاتر از خودروهای فرمول یک اثر زمینی سوار می‌شد و برای نیروی رو به پایین قابل توجهی نیز به باله‌ها تکیه می‌کرد و تعادل مؤثری بین نیروی رو به پایین خودرو و اثر زمین ایجاد می‌کرد.

## پُرپوزینگ
اصطلاح پرپوزینگ (به انگلیسی: Porpoising) برای اولین بار در رقابت‌های فرمول یک ۲۰۲۲ مطرح شد. معنی آن حرکت خودرو به سمت بالا و پایین است که در نتیجه افزایش و کاهش ناگهانی نیروی گرانش (نیروی رو به پایین) حاصل می‌شود. پرپوزینگ اصطلاحی است که معمولاً برای توصیف یک خطای خاص در خودروهای مسابقه اثر زمین استفاده می‌شود. خودروهای مسابقه فقط برای بیش از یک دهه از بدنه خود برای ایجاد نیروی رو به پایین استفاده می‌کردند که خودروهای لوتوس ۷۸ و ۷۹ کالین چاپمن نشان دادند که اثر زمین در آینده فرمول یک توی این مرحله، آیرودینامیک زیر خودرو هنوز بسیار ضعیف شناخته شده بود تا این مشکل را ترکیب کند، تیم‌هایی که بسیار مشتاق به دنبال اثرات زمین بودند، تیم‌های بریتانیایی با بودجه ضعیف‌تر بودند. پول کمی برای آزمایش تونل باد صرف می‌شود و به سادگی از لوتوس‌های پیشرو (از جمله تیم‌های کاوهسن و مرزاریو) تقلید می‌کنند.
این منجر به تولید نسلی از خودروهایی شد که به همان اندازه با قوز طراحی شده بودند که با دانش کافی در مورد جزئیات دقیق طراحی شدند و آنها را به شدت حساس به زمین ساخت. همان‌طور که مرکز فشار روی ایرفویل‌های ساید پاد بسته به سرعت خودرو، وضعیت و فاصله از زمین حرکت می‌کرد، این نیروها با سیستم‌های تعلیق خودرو در تعامل بودند و خودروها به ویژه در سرعت‌های آهسته شروع به طنین انداز شدن می‌کردند و به جلو و عقب می‌چرخیدند - گاهی اوقات. کاملاً به صورت خشونت‌آمیز برخی از رانندگان از بیماری دریازدگی شکایت داشتند. این حرکت تکان دهنده، مانند یک گرازماهی که هنگام شنا با سرعت به داخل دریا می‌رود و خارج می‌شود، این مشکل را نام‌گذاری کردند. این ویژگی‌ها، همراه با سیستم تعلیق سخت، منجر به رانندگی بسیار ناخوشایند خودروها شد. جلوه‌های زمینی در اوایل دهه ۱۹۸۰ تا سال ۲۰۲۲ تا حد زیادی از فرمول یک ممنوع شد، اما خودروهای اسپورت گروه C و سایر خودروهای مسابقه همچنان از پرپوزینگ رنج می‌بردند تا اینکه دانش بهتر از جلوه‌های زمینی به طراحان اجازه داد تا این مشکل را به حداقل برسانند. جورج راسل در اولین تست پیش فصل در بارسلونا پیش از مسابقات فرمول یک فصل ۲۰۲۲ گفت که پرپوزینگ شدید می‌تواند منجر به مشکلات ایمنی شود و بعداً اظهار داشت که از درد قفسه سینه به دلیل پرپوزینگ شدید در طول جایزه بزرگ امیلیا رومانیا ۲۰۲۲ رنج می‌برد. در جایزه بزرگ آذربایجان ۲۰۲۲، لوییس همیلتون پس از مسابقه به دلیل پرپوزینگ زیاد و شدید به سختی از خودرو خارج شد.